# Age of Empires II: Definitive Edition
Age of Empires II: Definitive Edition è un videogioco del 2019 per PC di strategia in tempo reale, sviluppato da Xbox Game Studios in collaborazione con Forgotten Empires e pubblicato da Microsoft Corporation. È una versione rimasterizzata in 4K di Age of Empires II: The Age of Kings e delle sue espansioni (The Conquerors, The Forgotten, The African Kingdoms, Rise of the Rajas), in occasione del ventesimo anniversario dalla pubblicazione del gioco originale. Rispetto a quest'ultimo apporta migliorie grafiche significative, e comprende un DLC gratuito intitolato The Last Khans, con tre nuove campagne e quattro nuove civiltà, a cui fanno seguito ulteriori espansioni.

## Modalità di gioco
Il gameplay riprende gli elementi del gioco originale, senza stravolgerlo. A essere migliorato è soprattutto il comparto grafico: risoluzione in 4K, nuove visuali su soldati ed edifici e la possibilità di fare lo zoom sull'interfaccia di gioco. Inoltre viene introdotta una nuova modalità spettatore.
Il DLC, intitolato The Last Khans, contiene tre nuove campagne e quattro nuove civiltà (Bulgari, Cumani, Lituani e Tatari); il DLC a pagamento Lords of the West aggiunge ulteriori tre campagne e due civiltà (Borgognoni e Siciliani), portando il totale di queste ultime a trentasette.
Nel gioco è stata implementata una nuova IA, e il giocatore potrà scegliere fra essa o quella vecchia. In un test condotto dagli sviluppatori, la nuova IA ha battuto quella vecchia in una partita.
L'algoritmo delle unità è stato aggiornato e perfezionato. I giocatori possono creare le code per le attività degli abitanti del villaggio, tramite il tasto shift. I campi agricoli adesso hanno la possibilità di essere riforniti automaticamente.
Nel novembre 2020, in occasione del primo anniversario del gioco, è stata introdotta una nuova modalità di gioco multigiocatore: battaglia reale.

## Pubblicazione
Il 21 agosto 2017, durante il Gamescom, Microsoft annuncia la versione rimasterizzata del gioco, in sviluppo da Forgotten Empires ed in collaborazione con Tantalus Media e Wicked Witch Software.
Il 9 giugno 2019, in occasione dell'E3, durante la conferenza di Microsoft, rivela un trailer che mostra il gameplay del videogioco.
Age of Empires II: Definitive Edition, è stato pubblicato su Xbox Game Pass, Steam e Microsoft Store il 14 novembre 2019, il lancio è avvenuto nello stesso momento in tutto il mondo, alle ore 8:00 PST (le ore 17:00 in Italia).
Una versione per Xbox One e Xbox Series X/S è stata pubblicata Il 31 gennaio 2023.
Il 4 febbraio 2025 viene annunciata una versione per PlayStation 5, pubblicata il 6 maggio 2025.
Questo è stato preceduto nel mese di aprile da uno degli update più grandi che siano mai stati realizzati per il gioco; tra le modifiche abbiamo ricostruzioni per castelli, monaci, monasteri e unità d'elite, cambiamenti all'interfaccia dell'albero tecnologico, aggiunte a livello grafico come nuove tipologie di alberi e nuovi biomi, oltre a correzioni e miglioramenti vari.

## Espansioni
Il 26 gennaio 2021 viene pubblicato un secondo DLC (a pagamento) intitolato Lords of the West, con altre tre nuove campagne completamente doppiate (Edward Longshanks, Duchi della Burgundia e gli Altavilla) e due nuove civiltà (Burgundi e Siciliani).
Il 10 aprile 2021 viene annunciata la terza espansione, Dawn of the Dukes, uscita il 10 agosto successivo, disponibile gratuitamente con l'acquisto di Age of Empires IV. Essa aggiunge due nuove civiltà (i Polacchi e i Boemi) e tre nuove campagne (Jadwiga, Jan Žižka e la campagna congiunta di Algirdas e Kęstutis)
La quarta espansione, Dynasties of India, è stata annunciata il 14 aprile 2022 ed è uscita il 28 dello stesso mese, due settimane dopo. Gli Indiani nel gioco, completamente ridefiniti, ora sono chiamati Hindustan, mentre le tre nuove civiltà sono i Bengali, i Dravidi e Gujara. Le tre nuove campagne hanno come protagonisti Babur, Rajendra e Devapala.
Per celebrare il venticinquesimo anniversario del franchise, è stato annunciato il quinto DLC, Return of Rome, composto dal contenuto di Age of Empires: Definitive Edition tradotto nel motore del gioco. Uscita il 16 maggio 2023, introduce non solo una nuova civiltà nel primo gioco, il Lạc Việt, ma ben tre campagne con protagonisti Sargon di Akkad, Pirro d'Epiro e Traiano, più la civiltà romana per il gioco principale; ad esse si aggiungono due nuove campagne (Ascesa della Civiltà Egizia e La Prima Guerra Punica) l'8 settembre 2023, e altre due (La Gloria della Grecia e Voci di Babilonia) il 31 ottobre.
La sesta espansione Mountain Royals, uscita il 31 ottobre 2023, ha introdotto due nuove civiltà, gli Armeni e i Georgiani, che rientrano nel gruppo architetturale mediterraneo ma dispongono entrambe di edifici regionali unici in sostituzione di alcune strutture presenti nel ramo economico (il carro di muli e la chiesa fortificata). I Persiani, una delle 13 civiltà iniziali del gioco originale, ricevono a loro volta nel DLC un sostanziale repackaging mediante l'introduzione di un albero tecnologico rivisitato, nuovi bonus della civiltà, una nuova specifica campagna e una nuova unità di cavalleria in sostituzione del Paladino, il Savar.
La settima espansione, Victors and Vanquished, è stata annunciata il 23 febbraio 2024 e pubblicata il 14 marzo 2024. Essa aggiunge 19 scenari con protagonisti Ragnarr Loðbrók, Oda Nobunaga, Carlo Magno.
Il 15 ottobre 2024 viene annunciata l'ottavo DLC, Chronicles: Battle for Greece, uscito il 14 novembre 2024. La nuova serie Chronicles è dedicata all'immersione narrativa e storica, principalmente con un focus per il giocatore singolo. Esso aggiunge tre nuove civiltà (gli Achemenidi, Gli Ateniesi e gli Spartani). Questo primo capitolo di Chronicles, sviluppato in collaborazione con CaptureAge, introduce una campagna di 21 scenari, che copre oltre un secolo di storia dalla rivolta ionica, passando per le guerre greco-persiane, fino alla fine delle guerre del Peloponneso; la campagna contiene alcune delle battaglie più famose e importanti della storia, tra cui Maratona, Termopili e Salamina con protagonisti l'ammiraglio spartano Lisandro, lo statista Pericle e la regina guerriera Artemisia.
Chronicles presenta un gameplay innovativo, tra cui centri cittadini personalizzabili, politiche governative, un esclusivo sistema di combattimento navale, nuove tecnologie, 55 nuove unità terrestri, 19 nuove unità navali e 85 nuovi edifici.
Il nono DLC, The Three Kingdoms, annunciato a marzo 2025, è stato pubblicato il 6 maggio 2025. 
L'espansione è incentrata su tre regni cinesi e introduce cinque nuove civiltà, ognuna con unità e tecnologie uniche: gli Shu, i Wei e i Wu, che rappresentano i leggendari Tre Regni, e gli Jurchen e i Khitan, che esemplificano la lotta per il potere nella Cina settentrionale oltre il periodo dei Tre Regni.
In essa sono presenti tre nuove campagne, con protagonisti Liu Bei, Cao Cao e il Clan del Sole.
Queste campagne presentano caratteristiche inedite, come le devastanti abilità speciali degli eroi e un sistema decisionale interattivo che consente di tracciare il proprio percorso.

## Accoglienza
Sul sito Metacritic, che usa una media ponderata, ha assegnato al videogioco un punteggio medio di 84 su 100, basandosi su 32 critici, indicando che le "recensioni sono generalmente favorevoli".
Il sito PC Gamer ha assegnato al videogioco un punteggio di 78 su 100.
Cale Hunt di Windows Central ha elogiato la grafica notevolmente migliorata, una maggiore resa delle animazioni, e ha sottolineato un bilanciamento migliore per l'IA.